# آلفا رومئو آرام

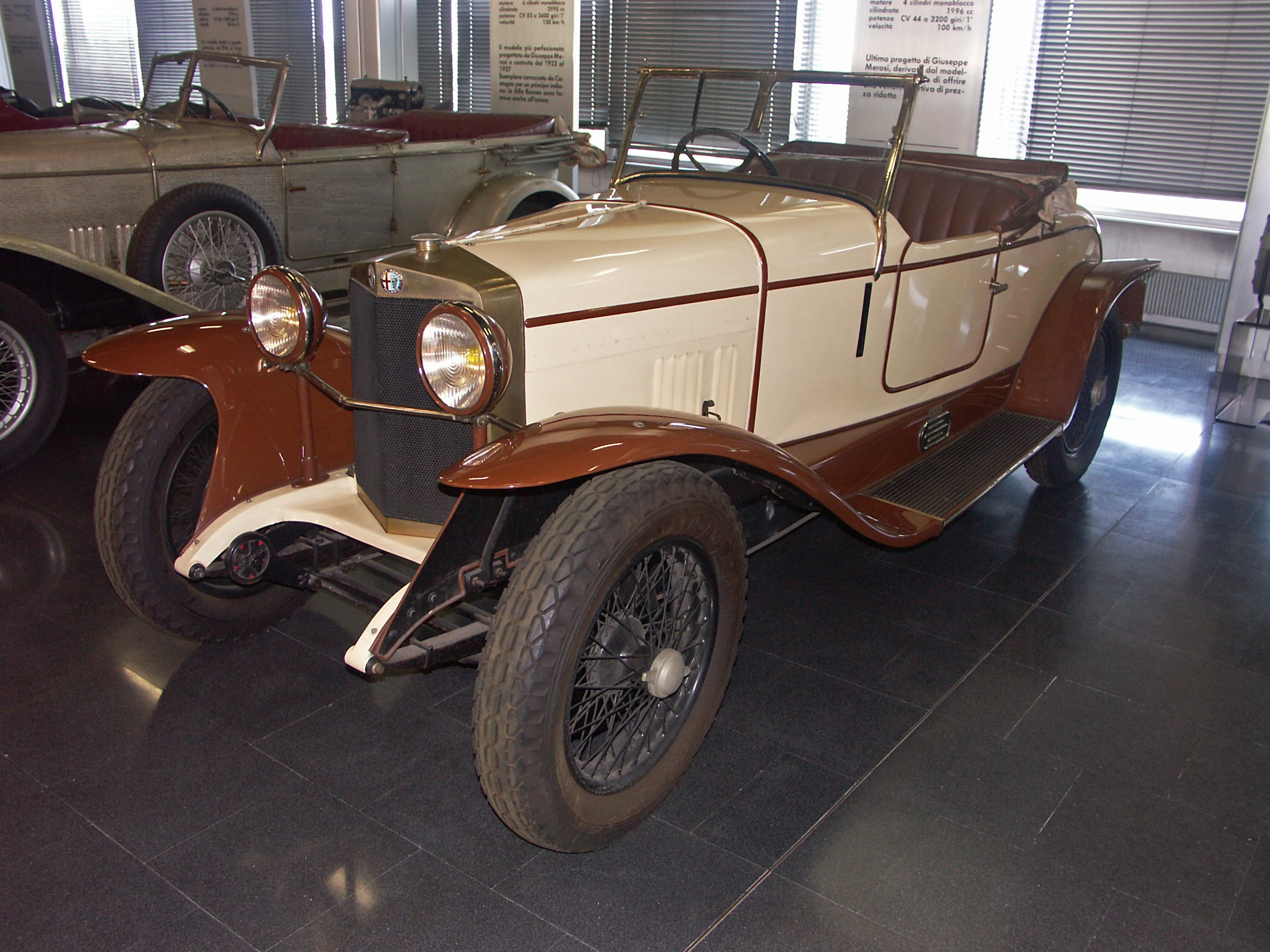

آلفارومئو آرام (Alfa Romeo RM) خودرویی است که در سال‌های ۱۹۲۳–۱۹۲۵تولید شده‌است.
طراحی آن خودروهای موتور جلو-محور عقب بوده است. سیستم جعبه‌دندهٔ آن ۴ دنده به صورت دستی است.